# Keith Butler (auteur)
Pour les articles homonymes, voir Keith Butler et Butler.
Keith Butler (né en 1948) est un écrivain australien d'origine indienne. 

## Biographie
Né à Delhi, il est enseignant à Calcutta avant d'immigrer en Australie en 1972. Par la suite, il déménage à Palmerston North en Nouvelle-Zélande pour prendre une charge d'enseignant.
Il est à l'origine de quelques publications australiennes dans le journal littéraire Meanjin (en) et dans le quotidien The Age de Melbourne. Avec la nouvelle Sodasi en 1998, il remporte le premier prix de la nouvelle littéraire de The Age (The Age Short Story Award (en)). En 2014, il publie la nouvelle The Secret Vindaloo.